# مقاطعة سنوهوميش (واشنطن)
مقاطعة سنوهوميش (بالإنجليزية: Snohomish County)‏ هي إحدى مقاطعات ولاية واشنطن في الولايات المتحدة الأمريكية. يبلغ عدد سكانها 827,957 نسمة اعتبارا من تعداد عام 2020، وهي ثالث أكبر مقاطعة من حيث عدد السكان في واشنطن، بعد مقاطعتي كينغ وبيرسي القريبتين، والمرتبة 73 من حيث عدد السكان في الولايات المتحدة. مقر المقاطعة وأكبر مدينة هي إيفرت. تشكل المقاطعة جزءا من منطقة سياتل الحضرية، والتي تضم أيضا مقاطعتي كينغ وبيرسي إلى الجنوب.

## مواصلات

### الطرق
يوجد في مقاطعة سنوهوميش خمسة طرق رئيسية تربط المقاطعة بالمقاطعات الأخرى والمناطق الأخرى. هناك ثلاثة طرق رئيسية بين الشمال والجنوب: الطريق السريع 5 وطريق الولاية 9 وطريق الولاية 99. الطريق الوحيد الكامل بين الشرق والغرب هو طريق الولايات المتحدة 2.

## تعليم

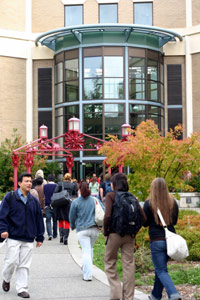
قاعة سنوكوالمي، مبنى مشترك بين كلية إدموندز وجامعة واشنطن المركزية، 2007.

مقاطعة سنوهوميش هي واحدة من أكثر المقاطعات اكتظاظا بالسكان في الولايات المتحدة بدون مؤسسة تمنح درجة البكالوريا لمدة أربع سنوات.

## توأمة
لمقاطعة سنوهوميش (واشنطن) اتفاقيات توأمة مع:
- تاينان

## أعلام
- إيرل أفريريل
- تشارلز مون

## روابط خارجية
- Official Snohomish County website
- Snohomish County Tourism Bureau

### أرشيف
- University of Washington Libraries Digital Collections – Lee Pickett Photographs
- Snohomish County Central Labor Council records. 1915–1999. Approximately 25 cubic feet. At the Labor Archives of Washington, University of Washington Libraries Special Collections.